# にいがた県央マイスター制度
にいがた県央マイスター制度とは、新潟県三条地域振興局が新潟県県央地域（三条市、加茂市、燕市、弥彦村、田上町）のものづくりに関わる高度熟練技能者を「にいがた県央マイスター」として認定し、同地域の技能継承への支援と、一般に向けたものづくり体験活動を通して、地場産業の振興を図ろうとする制度である。

## 概要
金属加工業を中心に全国屈指の地場産業集積地として発展した新潟県県央地域の技術・技能の継承を支援し、同地域の地場産業を振興しようとする制度。新潟県三条地域振興局が創設し、2005年から2021年2月まで33名の「にいがた県央マイスター」が認定されている。マイスターは、工業高等学校や職業能力開発校の外部講師を務めるなど、地域の優れた技能の維持・継承と人材育成の一翼を担っているほか、にいがた県央マイスター塾の開催など一般向けのものづくり体験活動を行っている

## にいがた県央マイスター塾
にいがた県央マイスター自らが企画し、自身の技術を伝授する体験教室を「にいがた県央マイスター塾」として開催している。鎚起銅器、伝統的鍛冶、金属研磨、木工、彫金、NC旋盤などの技術を、ブローチ、アウトドアナイフ、ペーパーウェイトなどの製作体験を通して、県央のものづくりに関する技術の高さと確かさを体感してもらうことで、県央地域の地場産業のPRを行っている。

## 認定者

### 第1回認定者（2005年11月7日）
| 氏名     | 住所   | 認定称号                           | 勤務先             |
| -------- | ------ | ---------------------------------- | ------------------ |
| 相田忠雄 | 三条市 | 伝統的鍛冶技術（鋤・鍬製造）       | 相田合同工場       |
| 池田慶郎 | 三条市 | 伝統的鍛冶技術（のみ・打刃物製造） | 池田のみ製作所     |
| 大原実   | 燕市   | バフ研磨（金属器物）               | 大原研磨工場       |
| 金川司郎 | 三条市 | 鉋台製造                           | 金川木工           |
| 川﨑勝司 | 燕市   | 部品検査技術                       | 富士通フロンテック |
| 古関鐡男 | 燕市   | バフ研磨（建築金物）               | マイスター工房     |
| 小林由夫 | 三条市 | 伝統的鍛冶技術（利器工匠具製造）   | 小由製作所         |
| 坂井源一 | 三条市 | 伝統的鍛冶技術（鋏製造）           | 坂源               |
| 田中三男 | 燕市   | バフ研磨（家電製品）               | 田中研磨工業       |
| 土田健美 | 三条市 | 金属熱処理技術                     | 渡辺製作所         |
| 林正栄   | 燕市   | 精密金属加工技術（旋盤作業）       | 中村ターンテック   |
| 番場堅介 | 加茂市 | 桐箪笥製造                         | 番場たんす店       |
| 細野五郎 | 燕市   | 鎚起銅器製造                       | 玉川堂             |

### 第2回認定者（2006年10月18日）
| 氏名     | 住所   | 認定称号                 | 勤務先         |
| -------- | ------ | ------------------------ | -------------- |
| 相田芳佐 | 三条市 | 自動溶接技術             | 野島製作所     |
| 大岩信夫 | 燕市   | 手彫り彫金・彫刻         | 大岩彫金       |
| 小林鉄次 | 三条市 | 精密研削研磨             | 小林研磨工業   |
| 高橋薫   | 三条市 | バフ研磨（作業工具）     | 高橋研磨工業所 |
| 日野浦司 | 三条市 | 伝統的鍛冶技術（鉈製造） | 日野浦刃物工房 |

### 第3回認定者（2007年12月13日）
| 氏名       | 住所   | 認定称号                   | 勤務先     |
| ---------- | ------ | -------------------------- | ---------- |
| 飯塚時房   | 三条市 | 伝統的鍛冶技術（包丁製造） | 重房刃物   |
| 井上幸男   | 三条市 | 刃付け技術（作業工具）     | 井上刃付け |
| 斉藤新一郎 | 燕市   | 金属洋食器スプーン製造     | 斉藤工業   |

### 第4回認定者（2009年12月15日）
| 氏名   | 住所   | 認定称号                 | 勤務先         |
| ------ | ------ | ------------------------ | -------------- |
| 平浩昭 | 燕市   | バフ研磨（精密機械部品） | 平特殊研磨工業 |
| 水野勲 | 三条市 | 伝統的鍛冶技術（鉞製造） | 水野製作所     |

### 第5回認定者（2011年2月28日）
| 氏名     | 住所 | 認定称号             | 勤務先                                 |
| -------- | ---- | -------------------- | -------------------------------------- |
| 高橋千春 | 燕市 | バフ研磨（大型部品） | 燕研磨振興協同組合（燕市磨き屋一番館） |

### 第6回認定者（2012年4月26日）
| 氏名   | 住所 | 認定称号   | 勤務先         |
| ------ | ---- | ---------- | -------------- |
| 飯塚昇 | 燕市 | キセル製作 | きせる屋のぼる |

### 第7回認定者（2012年12月19日）
| 氏名   | 住所 | 認定称号               | 勤務先   |
| ------ | ---- | ---------------------- | -------- |
| 時田勇 | 燕市 | へら絞り加工（手絞り） | 時田工場 |

### 第8回認定者（2014年1月30日）
| 氏名     | 住所   | 認定称号             | 勤務先     |
| -------- | ------ | -------------------- | ---------- |
| 石田宣一 | 三条市 | 仏壇製作（木地部門） | 石田仏壇店 |

### 第9回認定者（2015年1月30日）
| 氏名     | 住所 | 認定称号     | 勤務先 |
| -------- | ---- | ------------ | ------ |
| 玉川達士 | 燕市 | 鎚起銅器製造 | 玉川堂 |

### 第10回認定者（2016年1月30日）
| 氏名       | 住所 | 認定称号             | 勤務先           |
| ---------- | ---- | -------------------- | ---------------- |
| 今井道雄   | 燕市 | 金型研磨             | 今井技巧         |
| 長谷川美博 | 燕市 | 仏壇製作（木地部門） | 長谷川仏壇製作所 |

### 第11回認定者（2018年2月5日）
| 氏名     | 住所 | 認定称号                 | 勤務先     |
| -------- | ---- | ------------------------ | ---------- |
| 高橋弥一 | 燕市 | 仏壇製作（漆塗箔押部門） | 高三仏具店 |

### 第12回認定者（2020年2月3日）
| 氏名   | 住所   | 認定称号                   | 勤務先       |
| ------ | ------ | -------------------------- | ------------ |
| 増田健 | 三条市 | 伝統的鍛冶技術（切出小刀） | 増田切出工場 |

### 第13回認定者（2021年2月5日）
| 氏名     | 住所 | 認定称号                     | 勤務先 |
| -------- | ---- | ---------------------------- | ------ |
| 笠原伸司 | 燕市 | 本目立て技術（おろし金製造） | ツボエ |

※勤務先は、認定当時の勤務先

## 選考委員会
県内の産業系大学や教育機関などで構成する選考委員10名による委員会で、マイスター認定に関する審査を行っている。

### 選考委員（令和2年度）
- 新原晧一（長岡技術科学大学 名誉教授）
- 東信彦（長岡技術科学大学 学長）
- 馬場省吾（長岡造形大学 理事・学部長）
- 新田勇（新潟大学 工学部教授）
- 原田信弘（長岡工業高等専門学校 校長）
- 大野広伸（日本放送協会 新潟放送局 技術部長）
- 高橋正秀（新潟日報社 専務取締役・経営企画会議議長）
- 高橋敦（三条信用金庫 常務理事・地域経済研究所所長）
- 相田収平（新潟県工業技術総合研究所 県央技術支援センター センター長）
- 川村忍（新潟県立三条テクノスクール 校長）